# 声闻
声闻，佛教術語，是以佛陀為師，遵從佛陀的言傳身教，持戒修行證得沙門果的人。

## 語源
原意是倾听者，或更广义地解释为“信徒”。

## 巴利三藏記載

### 七類賢者
根據巴利聖典《中部·基多山經》，佛陀將修行者分成七類賢聖：
1. 隨信行人：一些人不能親證各種寂靜的無色界解脫，不能以慧見盡除各種漏，但對如來有一定程度的尊敬，因此他們將會有信根，精進根，念根，定根，慧根。
2. 隨法行人：一些人不能親身證悟各種寂靜的無色界解脫，不能以慧見盡除各種漏，他們智慧雖然不銳利，但對如來講授的法能清楚理解，因此他們將會有信根，精進根，念根，定根，慧根。
3. 信解脫人：一些人不能親證各種寂靜的無色界解脫，但他們有慧見，盡除了一些漏;他們對如來建立一份有根基、堅固的敬信。
4. 見到人：一些人不能親證各種寂靜的無色界解脫，能以智慧透徹了解和深入觀察。
5. 身證人：一些人親證各種寂靜的無色界解脫，安住在證悟之中，他們有慧見，盡除了一些漏。
6. 慧解脫人：一些人不能親證各種寂靜的無色界解脫，但有慧見而得漏盡。
7. 俱解脫人：一些人親身觸證各種寂靜的無色界解脫，安住在證悟之中，及有慧見而得漏盡。

### 四果聖人
按巴利三藏记载，聲聞又可依据不同果位分为四向四果：
- 初果须陀洹（巴利文：sotāpatti）
- 二果斯陀含（巴利文：sakadāgāmitā）
- 三果阿那含（巴利文：anāgāmitā）
- 四果阿罗汉（巴利文：arahatta）

根据信眾修行程度可能分别在修行中或已获得某果位。

## 大乘佛教評價
大乘佛教稱释迦牟尼佛初转法轮时信徒直接听开示，声闻就是听佛陀开示修四圣谛的人。他们因通过听闻佛祖的音声而悟道，就称他们为声闻。大乘佛教劃分了：
- 大乘：菩薩乘
- 二乘：獨覺乘（中乘）、聲聞乘（小乘）

## 外部連結
- 维基共享资源上的相關多媒體資源：声闻
- Digital Dictionary of Buddhism (log in with userID "guest")